# 1892년 영국 총선
1892년 영국 총선은 1892년 영국에서 치러진 총선으로, 보수당과 자유연합당의 연대가 제1당이 되었으나, 과반을 차지하지 못해 윌리엄 글래드스톤 전 수상이 이끄는 자유당, 아일랜드 민족 연합의 연립정부가 들어섰다.

## 선거 결과
정당별 의석수
| 정당               | 의석수 |
| ------------------ | ------ |
| 보수당-자유연합당  | 313    |
| 자유당             | 272    |
| 아일랜드 민족 연합 | 72     |
| 아일랜드 민족동맹  | 9      |
| 합계               | 664    |

정당 득표율
| 정당                         | 득표수    | 득표율 |
| ---------------------------- | --------- | ------ |
| 보수당+자유연합당            | 2,028,586 | 47%    |
| 자유당                       | 1,958,598 | 45.4%  |
| 아일랜드 민족 동맹           | 224,528   | 7%     |
| 스코틀랜드연합무역의회노동당 | 2,313     | 0.05%  |
| 스코틀랜드의회노동당         | 2,043     | 0.05%  |
| 사회민주연방                 | 659       | 0.01%  |
| 무소속                       | 35,300    | 0.7%   |
| 총합                         | 4,317,318 |        |